# USS Sam Nunn (DDG-133)
«Сем Нанн» (англ. USS Sam Nunn (DDG-133) - ескадрений міноносець КРО типу «Арлі Берк» ВМС США, серії III. 

## Історія створення
Ескадрений міноносець «Сем Нанн» був замовлений 27 вересня 2018 року. Це 83-й корабель даного типу.
Свою назву отримав на честь сенатора Семюела Нанна. Про присвоєння назви 6 травня 2019 року оголосив Міністр військово-морських сил США Річард Спенсер.